# اچ‌ام‌اس فرچون (اچ۷۰)
اچ‌ام‌اس فرچون (اچ۷۰) (به انگلیسی: HMS Fortune (H70)) یک کشتی است که طول آن ۳۲۹ فوت (۱۰۰٫۳ متر) می‌باشد. این کشتی در سال ۱۹۳۴ ساخته شد.